# Merionoeda atricollis
Merionoeda atricollis är en skalbaggsart som beskrevs av Heller 1924. Merionoeda atricollis ingår i släktet Merionoeda och familjen långhorningar. Inga underarter finns listade i Catalogue of Life.